# Fenixia
Fenixia es un género monotípico de plantas fanerógamas de la familia de las asteráceas. Su única especie, Fenixia pauciflora, es originaria de Filipinas en Mindanao.

## Taxonomía
Fenixia pauciflora fue descrita por  Elmer Drew Merrill y publicado en Philipp. J. Sci., C 12: 119. 1917